# Hans Müller (Fußballspieler, 1922)
Hans Müller (* 24. Mai 1922; † 23. August 2002) war ein deutscher Fußballspieler. Der Offensivspieler absolvierte bei Fortuna Düsseldorf in der damals erstklassigen Fußball-Oberliga West von 1947 bis 1957 insgesamt 213 Ligaspiele, in denen er 101 Tore erzielte. Damit ist Müller der vereinsinterne Oberligarekordtorschütze der Fortuna.

## Leben
„Hänschen“ Müller kam zur Saison 1946/47 von Alemannia Mariadorf aus der Kreisklasse Aachen zu Fortuna Düsseldorf an den Flinger Broich. Die Fortunen gewannen im Bezirk Berg-Mark punktgleich vor der TSG Vohwinkel 80 die Meisterschaft. Die anschließende Endrunde um die Verbandsmeisterschaft Niederrhein beendeten Düsseldorf und Rot-Weiß Oberhausen punktgleich mit jeweils 5:1 Zählern. Am 7. Juni 1947 setzten sich die Rot-Weißen aus Oberhausen im Entscheidungsspiel in Hamborn mit 3:1 durch, die Fortuna hatte sich aber ebenfalls mit dem 2. Platz für die ab 1947/48 startende Oberliga West qualifiziert. Von Beginn an war der Neuzugang aus Mariadorf eine Verstärkung für die Fortunen gewesen, zuerst als spritziger Rechtsaußen und später als unermüdlicher Schaffer im Mittelfeld, der sich zudem mit einer beeindruckenden Treffsicherheit auszeichnete.
Im Debütjahr der Oberliga West, 1947/48, lief Müller an der Seite von Mitspielern wie Kurt Borkenhagen, Hans Heibach, Paul Janes, Matthias Mauritz, Paul Mehl und Felix Zwolanowski unter Trainer Georg Hochgesang in 20 Spielen in einer 13er-Staffel auf und erzielte dabei zehn Tore. Die Fortuna belegte den 7. Rang. Nach Abschluss des zweiten Oberligajahres, 1948/49, wurde im August 1949 eine Relegationsrunde zwischen den Tabellenelften bis – dreizehnten der Oberliga West, sowie den jeweils Zweiten und Dritten der Westfalenmeisterschaft, Niederrheinmeisterschaft und Rheinbezirksmeisterschaft wegen der geplanten Aufstockung der Oberliga zur Saison 1949/50 von 13 auf 16 Vereine, ausgetragen. In Gruppe 1 hatte es die Düsseldorfer Fortuna (11. Oberliga) mit Preußen Dellbrück (3. Rheinbezirk-Meisterschaft) und der SpVgg Herten (2. Westfalen-Meisterschaft) zu tun. Mit 1:3 Punkten belegte Düsseldorf den enttäuschenden 3. Rang und stieg in die 2. Liga West ab. In der Oberliga hatte Müller verletzungsbedingt in nur 14 Einsätzen sechs Tore erzielt.
Ausgerechnet im ersten Jahr unter Vertragsspielerbedingungen im Bereich des WFV, 1949/50, musste die Fortuna in der Zweitklassigkeit antreten; auch der Lokalrivale Turu Düsseldorf gehörte der Gruppe 1 der 2. Liga West an. Im Kampf um die Meisterschaft setzte sich der Rheydter SV mit zwei Punkten Vorsprung durch, aber das Team um Spielertrainer Paul Janes kehrte mit der Vizemeisterschaft umgehend in die Oberliga West zurück. Müller hatte alle 30 Ligaspiele bestritten und 12 Tore erzielt. Der Oberligarückkehrer belegte 1950/51 mit 49:35 Toren und 31:29 Punkten den 5. Rang; der einsatzfreudige und treffsichere Müller erzielte dabei 20 Treffer. Er belegte hinter Hans Kleina (25 Tore) von Meister FC Schalke 04 (69:36 Tore) und dem Dortmunder Josef Linneweber (21 Tore) den 3. Rang in der Torschützenliste im Westen. Auch die überzeugende Torhüterleistung des Neuzuganges Toni Turek hatte wesentlichen Anteil am guten Abschneiden in dieser Runde gehabt. Im Jahr danach, 1951/52, ging die Leistungskurve der Fortuna rapide nach unten, mit dem Ergebnis des 12. Platzes konnte man nicht zufrieden sein. Die taktische Grundformel von Trainer Janes, so Matthias Mauritz, mit „Jungs, raus und kämpft“, hatte sich wohl trotz ihrer schlichten Klarheit abgenutzt und zeigte fast keine Wirkung mehr. Fortunas Rekordnationalspieler wurde im November 1951 von Heinz Körner abgelöst. In 28 Spielen erzielte Müller 10 Tore. An der Seite der Gramminger-Zwillinge Karl und Martin erzielte „Hänschen“ Müller 1952/53 in 28 Ligaspielen 21 Tore. Damit belegte er in der Torschützenliste im Westen hinter Hans Schäfer (26 Tore) von Vizemeister 1. FC Köln (86:42 Tore) und Karl Hetzel (25 Tore) vom Meidericher SV den 3. Rang.
Ab der Weltmeisterrunde 1953/54 übernahm Kuno Klötzer das Traineramt bei der Fortuna. In den ersten drei Runden von Klötzer gehörte Routinier Müller immer noch dem Kreis der Stammspieler an und untermauerte das mit 82 Ligaeinsätzen, in denen er 32 Tore erzielte. In seiner elften Runde bei Fortuna Düsseldorf, 1956/57, zog sich der 34-jährige Mittelfeldrenner mit elf Ligaeinsätzen und zwei Toren aus der Oberliga West zurück. Müller hat für Düsseldorf in neun Oberligarunden 213 Verbandsspiele absolviert und dabei 101 Tore erzielt; dazu noch die Anfangsrunde 1946/47 im Bezirk Berg-Mark und die Vizemeistermeisterschaftsrunde 1949/50 in der 2. Liga West mit 30 Einsätzen und 12 Toren.
Damit war aber noch nicht genug: Ab der Saison 1957/58 folgten noch unter Trainer Karl Hohmann und Mitspieler Herbert Jäger vier Runden mit 107 Ligaeinsätzen und 39 Toren beim VfL Benrath in der 2. Liga West.